# Guillaume d'Aubigny (1er comte d'Arundel)
Pour les articles homonymes, voir Guillaume d'Aubigny.
Guillaume d'Aubigny, parfois d'Aubigny Pincerna (en latin : Albini) († 12 octobre 1176), maître bouteiller de la maison royale et 1er comte d'Arundel, fut un baron anglo-normand qui épousa Adélaïde de Louvain, la veuve d'Henri Ier d'Angleterre.

## Biographie
Guillaume d'Aubigny est le fils de Guillaume d'Aubigny († 1139) dit Pincerna, lord de Buckenham (Norfolk) ; et de Mathilde, fille de Roger Bigot, shérif du Norfolk. La famille d'Aubigny tire son toponyme de la ville de Saint-Martin-d'Aubigny dans le Cotentin.
En 1138 ou 1139, il épouse Adélaïde de Louvain († 1151), veuve d'Henri Ier d'Angleterre. La dot de la reine est la jouissance du château et de l'honneur d'Arundel durant la vie de l'ex-reine.
Il est loyal à Étienne d'Angleterre, et est créé comte de Lincoln entre 1139 et 1140, puis comte d'Arundel vers Noël 1141. Il utilise variablement ce titre, en concurrence avec comte de Chichester et comte de Sussex. Le 30 septembre 1139, Mathilde l'Emperesse débarque à Arundel et demande la protection de sa belle-mère. Il ne prend pas particulièrement part à la guerre civile qui s'ensuit en Angleterre. Par contre en 1153, alors que le duc de Normandie Henri Plantagenêt, fils de l'Emperesse et futur Henri II, est à Wallingford pour conquérir le trône, Guillaume d'Aubigny est le premier à proposer d'arranger une trêve entre les deux camps. Il est par conséquent le premier des barons cités parmi les témoins de l'accord de trêve.
À son accession au trône en 1154, Henri II lui confirme son titre de comte, et lui donne l'honneur d'Arundel en fief alors qu'il le tenait jusque-là en droit de sa femme. Il part en pèlerinage en Terre sainte durant trois ans, et à son retour en septembre 1158, semble parvenir à faire valoir sa revendication à l'office héréditaire de bouteiller royal. 
En novembre 1164, il est envoyé avec d'autres barons auprès du pape Alexandre III pour lui faire part du désir du roi de se réconcilier avec Thomas Becket. En 1168, il escorte Mathilde d'Angleterre en Allemagne pour son mariage avec Henri le Lion, duc de Saxe et de Bavière. Durant la révolte des fils du roi en 1173-1174, il joue un rôle important dans la défaite des rebelles. D'abord, il accompagne le roi en Normandie pour l'aider à reprendre en main le duché. L'armée royale entre dans Breteuil en août 1173. Exhortée par le comte d'Arundel, elle se prépare à affronter les forces du  roi de France Louis VII qui soutient les rebelles. Mais ce dernier préfère éviter la bataille et fuir. Enfin, de retour en Angleterre, Guillaume est présent à la victoire de Bury St Edmunds en octobre de la même année.
Il meurt le 12 octobre 1176 et est inhumé dans le prieuré de Wymondham que son père avait fondé. Lui-même avait fondé le prieuré augustin de Old Buckenham (Norfolk) vers 1146. Les chroniqueurs contemporains le décrivirent comme ayant de l'esprit et de l'éloquence, notamment pour son discours de Breteuil en 1173. Il fit bâtir le château de New Buckenham, qui est en Angleterre le plus ancien exemple connu de donjon cylindrique.

## Mariage et descendance
En 1138 ou 1139, il épouse Adélaïde de Louvain († 1151), veuve d'Henri Ier d'Angleterre. Ils ont pour descendance connue :
- Guillaume († 1193), 2e comte d'Arundel ;
- Alice, épouse Jean Ier, comte d'Eu et lord d'Hastings, puis Alfred de Saint-Martin ;

Ainsi que Régnier, Henri, Geoffroy, Olivia et probablement, Agnès, épouse Raoul FitzSavaric et Agathe.

## Sources
- Graeme White, « Aubigny, William d', first earl of Arundel (d. 1176) », dans Oxford Dictionary of National Biography, Oxford University Press, 2004. Version de novembre 2008.